# Стороженко, Николай Афанасьевич
Николай Афанасьевич Стороженко (5 марта 1935 в п. Виньковцы, УССР — 4 мая 2014) — врач, специалист в области водолечения и климатолечения, заслуженный врач Российской Федерации, президент Национальной Курортной Ассоциации (с 1996 года), президент Всемирной Федерации Водолечения и Климатолечения (FEMTEC) (с 1998 года). Имеет свыше ста научных публикаций.

### Образование
В 1959 году окончил Одесский медицинский институт.
В 1975 году Н. Ф. Стороженко защитил диссертацию на тему «Клиническая и иммунобактериологическая оценка лечебной эффективности Моршинских минеральных вод источников № 1 и № 6 при хроническом холецистите». Диссертация уникальна тем что впервые было доказано положительное влияние комплексного санаторного лечения на иммунитет человека, в частности на иммунологическую реактивность организма.

### Карьера
Сразу после окончания института Н. А. Стороженко был назначен главным врачом санатория «Днестр» на курорте Моршин, Украина. В 1976 году начал работать в Москве, где стал заместителем председателя Совета по управлению курортами профсоюзов. В его ответственность входила организация лечения на курортах, эксплуатация санаториев и др.
После распада СССР, Н. А. Стороженко был назначен Заместителем Председателя Государственного Комитета по физической культуре, спорту и туризму. На этом посту он вместе с Заместителем Министра здравоохранения Н. Н. Вагановым разработал Федеральный Закон «О природных лечебных ресурсах, лечебно-оздоровительных местностях и курортах»,
который был принят в феврале 1995 г.
В 1996 году Н. А. Стороженко избран президентом Национальной Курортной Ассоциации, а в 1998 — президентом Всемирной Федерации Водолечения и Климатолечения.
Кроме того, в 1996—1998 г.г. было принято несколько Постановлений Правительства, направленных на сохранение и развитие курортной отрасли в России.
Федеральный Закон, Федеральная целевая программа и Постановления Правительства РФ не только предотвратили развал, но стабилизировали и создали правовые и экономические основы развития курортов в нашей стране.
С 2004 года начал работать советником Президента ОАО «ЦСТЭ» (холдинг).
Н. А. Стороженко много сделал для профессионального туристского образования, возглавляя с 2006 года кафедру менеджмента курортов и рекреаций РМАТ.
Н. A. Стороженко — почетный профессор Российского научного центра восстановительной медицины и курортологии Росздрава, Академик МАГМР, профессор Европейской Академии Информатизации (Брюссель), награждён орденами «Дружбы народов», «Знак Почёта».
Умер 4 мая 2014 года.